# Canton du Pays de Briey
Le canton du Pays de Briey est une circonscription électorale française du département de Meurthe-et-Moselle.

## Histoire
Un nouveau découpage territorial de Meurthe-et-Moselle entre en vigueur à l'occasion des élections départementales de 2015. Il est défini par le décret du 26 février 2014, en application des lois du 17 mai 2013 (loi organique 2013-402 et loi 2013-403). Les conseillers départementaux sont, à compter de ces élections, élus au scrutin majoritaire binominal mixte. Les électeurs de chaque canton élisent au Conseil départemental, nouvelle appellation du Conseil général, deux membres de sexe différent, qui se présentent en binôme de candidats. Les conseillers départementaux sont élus pour 6 ans au scrutin binominal majoritaire à deux tours, l'accès au second tour nécessitant 12,5 % des inscrits au 1er tour. En outre la totalité des conseillers départementaux est renouvelée. Ce nouveau mode de scrutin nécessite un redécoupage des cantons dont le nombre est divisé par deux avec arrondi à l'unité impaire supérieure si ce nombre n'est pas entier impair, assorti de conditions de seuils minimaux. En Meurthe-et-Moselle, le nombre de cantons passe ainsi de 44 à 23.
Le canton du Pays de Briey est formé de communes des anciens cantons de Conflans-en-Jarnisy (9 communes), de Audun-le-Roman (21 communes) et de Briey (9 communes). Il est entièrement inclus dans l'arrondissement de Briey. Le bureau centralisateur est situé à Jœuf.

## Représentation
| Période élective | Période élective | Mandat | Mandat   | Identité      | Nuance | Nuance | Qualité |
| ---------------- | ---------------- | ------ | -------- | ------------- | ------ | ------ | --- |
| 2015             | 2021             | 2015   | 2021     | André Corzani |        | PCF    | Retraité Maire de Jœuf (depuis 1997) 8e vice-président délégué aux infrastructures et aux mobilités Ancien conseiller général du Canton de Briey (2001-2015)       |
| 2015             | 2021             | 2015   | 2021     | Rosemary Lupo |        | FG     | Coordinatrice enfance/jeunesse |
| 2021             | 2028             | 2021   | en cours | André Corzani |        | LFI    | Maire de Jœuf, 2ème Vice-Président du conseil départemental, délégué à l'aménagement                                                                               |
| 2021             | 2028             | 2021   | en cours | Rosemary Lupo |        | LFI    | Directrice de la Maison des Solidarités et de la Fraternité à Jœuf 5ème Vice-Présidente du conseil départemental, déléguée à la prévention, à la PMI et à la santé |

### Résultats détaillés

#### Élections de mars 2015
À l'issue du 1er tour des élections départementales de 2015, deux binômes sont en ballottage : Jessica Goujet et Sébastien Pluntz (FN, 35,06 %) et André Corzani et Rosemary Lupo (FG, 29,68 %). Le taux de participation est de 42,46 % (11 168 votants sur 26 300 inscrits) contre 48,16 % au niveau départemental et 50,17 % au niveau national.
Au second tour, André Corzani et Rosemary Lupo (FG) sont élus avec 53,8 % des suffrages exprimés et un taux de participation de 42,82 % (5 481 voix pour 11 332 votants et 26 467 inscrits).

#### Élections de juin 2021
Le premier tour des élections départementales de 2021 est marqué par un très faible taux de participation (33,26 % au niveau national). Dans le canton du Pays de Briey, ce taux de participation est de 23,3 % (6 162 votants sur 26 451 inscrits) contre 29,74 % au niveau départemental. À l'issue de ce premier tour, deux binômes sont en ballottage : André Corzani et Rosemary Lupo (Union à gauche avec des écologistes, 63,71 %) et Remy Halftermeyer et Anaïs Mangeon (RN, 36,29 %).
Le second tour des élections est marqué une nouvelle fois par une abstention massive équivalente au premier tour. Les taux de participation sont de 34,36 % au niveau national, 30,76 % dans le département et 23,14 % dans le canton du Pays de Briey. André Corzani et Rosemary Lupo (Union à gauche avec des écologistes) sont élus avec 65,16 % des suffrages exprimés (3 711 voix pour 6 122 votants et 26 455 inscrits),,.

## Composition
Lors du redécoupage de 2014, le canton du Pays de Briey comprenait trente-neuf communes entières.
À la suite de la création au 1er janvier 2017 de la commune nouvelle de Val de Briey, le canton comprend désormais trente-sept communes entières.
| Nom                          | Code Insee | Intercommunalité             | Superficie (km2) | Population (dernière pop. légale) | Densité (hab./km2) | Modifier                                    |
| ---------------------------- | ---------- | ---------------------------- | ---------------- | --------------------------------- | ------------------ | ------------------------------------------- |
| Jœuf (bureau centralisateur) | 54280      | CC Orne Lorraine Confluences | 3,18             | 6 509 (2022)                      | 2 047              | modifier les données · modifier les données |
| Abbéville-lès-Conflans       | 54002      | CC Orne Lorraine Confluences | 7,73             | 237 (2022)                        | 31                 | modifier les données · modifier les données |
| Affléville                   | 54004      | CC Orne Lorraine Confluences | 9,42             | 176 (2022)                        | 19                 | modifier les données · modifier les données |
| Anderny                      | 54015      | CC Cœur du Pays-Haut         | 9,62             | 255 (2022)                        | 27                 | modifier les données · modifier les données |
| Anoux                        | 54018      | CC Orne Lorraine Confluences | 9,88             | 271 (2022)                        | 27                 | modifier les données · modifier les données |
| Audun-le-Roman               | 54029      | CC Cœur du Pays-Haut         | 7,57             | 2 477 (2022)                      | 327                | modifier les données · modifier les données |
| Avillers                     | 54033      | CC Cœur du Pays-Haut         | 5,16             | 137 (2022)                        | 27                 | modifier les données · modifier les données |
| Avril                        | 54036      | CC Orne Lorraine Confluences | 20,02            | 1 223 (2022)                      | 61                 | modifier les données · modifier les données |
| Les Baroches                 | 54048      | CC Orne Lorraine Confluences | 13,28            | 329 (2022)                        | 25                 | modifier les données · modifier les données |
| Béchamps                     | 54058      | CC Orne Lorraine Confluences | 9,28             | 82 (2022)                         | 8,8                | modifier les données · modifier les données |
| Bettainvillers               | 54066      | CC Orne Lorraine Confluences | 4,53             | 386 (2022)                        | 85                 | modifier les données · modifier les données |
| Beuvillers                   | 54069      | CC Cœur du Pays-Haut         | 5,95             | 528 (2022)                        | 89                 | modifier les données · modifier les données |
| Domprix                      | 54169      | CC Cœur du Pays-Haut         | 7,70             | 99 (2022)                         | 13                 | modifier les données · modifier les données |
| Fléville-Lixières            | 54198      | CC Orne Lorraine Confluences | 14,38            | 300 (2022)                        | 21                 | modifier les données · modifier les données |
| Gondrecourt-Aix              | 54231      | CC Orne Lorraine Confluences | 12,28            | 180 (2022)                        | 15                 | modifier les données · modifier les données |
| Joppécourt                   | 54282      | CC Cœur du Pays-Haut         | 6,98             | 154 (2022)                        | 22                 | modifier les données · modifier les données |
| Joudreville                  | 54284      | CC Cœur du Pays-Haut         | 5,58             | 1 108 (2022)                      | 199                | modifier les données · modifier les données |
| Landres                      | 54295      | CC Cœur du Pays-Haut         | 8,04             | 979 (2022)                        | 122                | modifier les données · modifier les données |
| Lantéfontaine                | 54302      | CC Orne Lorraine Confluences | 8,06             | 734 (2022)                        | 91                 | modifier les données · modifier les données |
| Lubey                        | 54326      | CC Orne Lorraine Confluences | 3,93             | 215 (2022)                        | 55                 | modifier les données · modifier les données |
| Mairy-Mainville              | 54334      | CC Cœur du Pays-Haut         | 12,42            | 555 (2022)                        | 45                 | modifier les données · modifier les données |
| Malavillers                  | 54337      | CC Cœur du Pays-Haut         | 4,37             | 125 (2022)                        | 29                 | modifier les données · modifier les données |
| Mercy-le-Bas                 | 54362      | CC Cœur du Pays-Haut         | 8,23             | 1 276 (2022)                      | 155                | modifier les données · modifier les données |
| Mercy-le-Haut                | 54363      | CC Cœur du Pays-Haut         | 13,35            | 268 (2022)                        | 20                 | modifier les données · modifier les données |
| Mont-Bonvillers              | 54084      | CC Cœur du Pays-Haut         | 7,44             | 940 (2022)                        | 126                | modifier les données · modifier les données |
| Mouaville                    | 54389      | CC Orne Lorraine Confluences | 8,44             | 104 (2022)                        | 12                 | modifier les données · modifier les données |
| Murville                     | 54394      | CC Cœur du Pays-Haut         | 5,57             | 237 (2022)                        | 43                 | modifier les données · modifier les données |
| Norroy-le-Sec                | 54402      | CC Orne Lorraine Confluences | 13,77            | 418 (2022)                        | 30                 | modifier les données · modifier les données |
| Ozerailles                   | 54413      | CC Orne Lorraine Confluences | 6,32             | 147 (2022)                        | 23                 | modifier les données · modifier les données |
| Piennes                      | 54425      | CC Cœur du Pays-Haut         | 4,67             | 2 443 (2022)                      | 523                | modifier les données · modifier les données |
| Preutin-Higny                | 54436      | CC Cœur du Pays-Haut         | 7,02             | 159 (2022)                        | 23                 | modifier les données · modifier les données |
| Sancy                        | 54491      | CC Cœur du Pays-Haut         | 13,19            | 363 (2022)                        | 28                 | modifier les données · modifier les données |
| Thumeréville                 | 54524      | CC Orne Lorraine Confluences | 7,89             | 97 (2022)                         | 12                 | modifier les données · modifier les données |
| Trieux                       | 54533      | CC Cœur du Pays-Haut         | 8,62             | 2 682 (2022)                      | 311                | modifier les données · modifier les données |
| Tucquegnieux                 | 54536      | CC Cœur du Pays-Haut         | 9,16             | 2 434 (2022)                      | 266                | modifier les données · modifier les données |
| Val de Briey                 | 54099      | CC Orne Lorraine Confluences | 38,91            | 7 906 (2022)                      | 203                | modifier les données · modifier les données |
| Xivry-Circourt               | 54598      | CC Cœur du Pays-Haut         | 12,04            | 267 (2022)                        | 22                 | modifier les données · modifier les données |
| Canton du Pays de Briey      | 5417       |                              | 353,98           | 36 800 (2022)                     | 104                | modifier les données                        |

## Démographie
En 2022, le canton comptait 36 800 habitants, en évolution de −0,48 % par rapport à 2016 (Meurthe-et-Moselle : −0,13 %, France hors Mayotte : +2,11 %).
| 2013   | 2018   | 2022   |
| ------ | ------ | ------ |
| 36 822 | 36 959 | 36 800 |